# Atari Vault
Atari Vault es una colección de videojuegos desarrollada por Code Mystics y publicada por Atari Interactive para Microsoft Windows, macOS y Linux en Steam . Atari Vault compila los títulos de Atari, Inc. y Atari Corporation publicados en la consola Atari 2600 y  arcade . juegos lanzados durante los años 1970, 1980 y 1990. Los juegos, se han actualizado para incluir características modernas, como modo multijugador en línea y tablas de clasificación en línea.
con el lanzamiento de la consola Atari VCS, Atari Interactive lanzó un port de Atari Vault con características exclusivas para esa plataforma, conocida como Atari VCS Vault . El Volumen 1 venía preinstalado con la compra de cada consola, mientras que el Volumen 2 se puede comprar en la tienda del a consola. 
El juego se eliminó de Steam el 9 de noviembre de 2022 para enfocar las ventas en la nueva compilación: Atari 50: The Anniversary Celebration .  las versiones para el Atari  VCS todavía continua en venta.

## Juegos y actualizaciones
Los juegos incluidos incluyen Asteroids, Centipede, Missile Command, Tempest y Warlords .   La colección es una mezcla de juegos arcade y de Atari 2600, incluidos juegos  lanzados en ambos formatos.  La lista también incluye juegos que nunca se lanzaron formalmente para Atari 2600 2600 pero, sino que se encontraron y distribuyeron más tarde en otras colecciones de juegos de Atari, como Atari Flashback .

### Juegos de arcade
- 3-D Tic-Tac-Toe (1979)
- Adventure (1979)
- Air-Sea Battle (1977)
- Asteroids (1981)
- Backgammon (1979)
- Basic Math (1977)
- Basketball (1978)
- Blackjack (1977)
- Bowling (1979)
- Brain Games (1978)
- Breakout (1978)
- Canyon Bomber (1978)
- Casino (1978)
- Centipede (1982)
- Championship Soccer[4] (1980)
- Checkers (1980)
- Chess (1979)
- Circus Atari (1980)
- Codebreaker (1978)
- Combat (1977)
- Combat 2 (unreleased)[5]
- Concentration (1978)
- Crystal Castles (1983)
- Demons to Diamonds (1982)
- Desert Falcon (1987)
- Dodge 'Em (1980)
- Double Dunk (1989)
- Fatal Run (1990)
- Flag Capture (1978)
- Football (1978)
- Golf (1980)
- Gravitar (1983)
- Hangman (1978)
- Haunted House (1982)
- Home Run (1978)
- Human Cannonball (1979)
- Maze Craze (1978)
- Millipede (1984)
- Miniature Golf (1979)
- Missile Command (1981)
- Off the Wall (1989)
- Outlaw (1978)
- Quadrun (1983)
- Race (1977)
- Radar Lock (1989)
- RealSports Baseball (1982)
- RealSports Basketball (unreleased)[6]
- RealSports Boxing (1987)
- RealSports Football (1982)
- RealSports Soccer (1983)
- RealSports Tennis (1983)
- RealSports Volleyball (1982)
- Return to Haunted House (2005)[7]
- Save Mary (unreleased)[8]
- Secret Quest (1989)
- Sentinel (1990)
- Sky Diver (1978)
- Slot Machine (1979)
- Slot Racers (1978)
- Space War (1978)
- Sprint Master (1988)
- Star Raiders (1982)
- Star Ship (1977)
- Steeplechase (1980)
- Stellar Track (1981)
- Street Racer (1977)
- Submarine Commander (1982)
- Super Baseball (1988)
- Super Breakout (1978)
- Super Football (1988)
- Surround (1977)
- Sword Quest Earthworld (1982)
- Sword Quest Fireworld (1983)
- Sword Quest Waterworld (1983)
- Tempest (unreleased)[9]
- Video Cube (1982)
- Video Olympics (1977)
- Video Pinball (1980)
- Warlords (1981)
- Yars' Revenge (1982)

### Juegos de Atari 2600
- Asteroids (1979)
- Asteroids Deluxe (1981)
- Black Widow (1982)
- Centipede (1980)
- Crystal Castles (1983)
- Gravitar (1982)
- Liberator (1982)
- Lunar Lander (1979)
- Major Havoc (1983)
- Millipede (1982)
- Missile Command (1980)
- Night Driver (1978)
- Pong (1972)
- Red Baron (1980)
- Space Duel (1982)
- Sprint 2 (1976)
- Stunt Cycle (1976)
- Super Breakout (1982)
- Tempest (1981)
- Warlords (1980)

Code Mystics una desarrolladora de compilaciones y remasters se encargó del port, con las experiencias previas en  Atari Greatest Hits para Nintendo DS y IOS, que eran una colección de juegos actualizados para sistemas modernos.  Para Atari Vault, se trabajo para garantizar que cada uno de los juegos juegos se consideren versiones definitivas, según el desarrollador Matthew Labunka. Dedicaron tiempo a obtener todos los detalles de cada aspecto y presentación, como imágenes digitales del gabinete arcade para mostrarlas como un overlay mientras se juega el juego en cuestión.  todos los juegos ejecutan una ROM emulada un emulador creado con el motor Unity 5.  Además de las configuraciones originales que normalmente estaban disponibles para los jugadores de arcade, el jugador puede acceder a opciones que estaban limitadas al operador del gabinete arcade, como la dificultad y la duración de una sola sesión de juego.  También están disponibles para cada juego obras de arte y materiales relacionados para que el jugador los revise. 
los juegos se han actualizado para incluir modo multijugador local y en línea, y incluir clasificación de puntaje en Steam. Los juegos han sido optimizados para usar el Steam controler, permitiendo controles más precisos para los juegos que usan trackball, como Centipede .  Code Mystics trabajó con Valve para ajustar los perfiles de los controladores para varios juegos antes del lanzamiento. 